# Heby (comuna)
Heby (em sueco: Heby kommun) é uma comuna da Suécia localizada no condado de Uppsala. Sua capital é a cidade de Heby. Possui 1 167 quilômetros quadrados e segundo censo de 2018, havia 13 910 habitantes. Está localizada a uns 45 km a oeste da cidade de Uppsala.

## Localidades principais
Localidades com mais população da comuna (2019):

- Heby – 2 788 habitantes
- Östervåla – 1 801 habitantes
- Morgongåva – 1 491 habitantes
- Tärnsjö – 1 201 habitantes

## Comunicações
A comuna de Heby é atravessada pela estradas nacionais 72 (Sala-Uppsala) e 56 (Norrköping-Gävle), assim como pela ferrovia Estocolmo-Uppsala-Sala.                                                                                         

## Património turístico
Alguns pontos turísticos mais procurados atualmente são:

- Museu do tijolo de Heby (Heby tegelbruksmuseum)
- Fontes de Ingbo (Ingbo källor)